# Oliver Dingley
Oliver Dingley (Harrogate, 24 novembre 1992) è un tuffatore britannico naturalizzato irlandese.

## Biografia
Ha gareggiato per la nazionale inglese ai Giochi del Commonwealth di Glasgow 2014 dove ha vinto la medaglia di bronzo nel trampolino 3 metri.
Ha abbandonato la nazionale britannica ed optando per quella irlandese, a causa della mancata convocazione ai Giochi olimpici.
Ha rappresentato la nazionale irlandese ai Giochi olimpici di Rio de Janeiro 2016 nel concorso dei tuffi dal trampolino 3 metri.

## Palmarès
- Giochi del Commonwealth

Glasgow 2014: bronzo nel trampolino 3 m.